# 34104 Jeremiahpate
34104 Jeremiahpate è un asteroide della fascia principale. Scoperto nel 2000, presenta un'orbita caratterizzata da un semiasse maggiore pari a 2,7520547 au e da un'eccentricità di 0,0555463, inclinata di 8,90900° rispetto all'eclittica.